# Мурашниця рудоголова
Мурашниця рудоголова (Grallaria ruficapilla) — вид горобцеподібних птахів родини Grallariidae.

## Поширення
Вид поширений в Андах Колумбії, Еквадору і Перу та Венесуели. Його природні місця проживання — субтропічні або тропічні вологі гірські ліси та сильно деградовані колишні ліси.

## Опис
Середня довжина 18,5 см. Має червонувато-помаранчеву голову і потилицю. Спина оливково-коричнева, горло біле. Черево біле з коричневими або чорними смугами, особливо з боків і боків. Ноги блакитно-сірі.

## Підвиди
- Grallaria ruficapilla ruficapilla Lafresnaye, 1842 — Анди Колумбії та Еквадору;
- Grallaria ruficapilla perijana Phelps Sr. & Gilliard, 1940 — Сьєрра-де-Періха (кордон Колумбії та Венесуели);
- Grallaria ruficapilla avilae Hellmayr &  Seilern, 1914 — північ Венесуели;
- Grallaria ruficapilla nigrolineata Sclater, 1890 — західна Венесуела;
- Grallaria ruficapilla connectens Chapman, 1923 — південно-західний Еквадор;
- Grallaria rufiapilla albiloris Taczanowski, 1880 — тихоокеанський схил північно-західного Перу.
- Grallaria ruficapilla interior Zimmer, 1934 — північ Перу.